# Norma-padrão
Norma-padrão é a construção abstrata e idealizada de uma determinada língua, encontrada nas gramáticas tradicionais (derivando-se daí regras a serem seguidas), com o objetivo de servir de referência a “projetos políticos de uniformização linguística”, como pontua o linguista e professor Carlos Alberto Faraco. Tem como objeto de representação, principalmente, a modalidade escrita presente em textos de escritores consagrados.
A norma padrão não deve ser confundida com a norma culta, que, segundo Carlos Alberto Faraco, “designa o conjunto de fenômenos linguísticos que ocorrem habitualmente no uso dos falantes letrados em situações mais monitoradas de fala e escrita”. 

## Conceito de norma padrão
Quando se fala em norma-padrão, é preciso compreender os diferentes significados que norma pode carregar dentro das discussões linguísticas e por vezes fora delas. No sentido sociolinguístico, norma define o conjunto de padrões sociais de fala que são aprendidos nos meios em que os falantes circulam. Trata-se de um conjunto de regras sociais e psicológicas aprendidas pelo falante que são compartilhadas de formas diferentes nos seus diferentes grupos sociais. E é da diversidade destas normas e de suas competições que surgem a variação, e quando esta tem sucesso, a mudança linguística. O termo norma também pode se referir à forma falada majoritariamente dentro de uma comunidade de fala. Neste caso, ela é a forma predominante entre um conjunto diverso de variantes. Variantes ou variedades linguísticas são as diferentes formas de se falar dentro de uma mesma comunidade de fala, que dependem das condições sociais, culturais, regionais e históricas de seus falantes.
No entanto, quando se fala em norma-padrão, refere-se popularmente aos padrões gramaticais esperados na escrita. Neste sentido, o termo carrega o sentido normativo da palavra, no sentido de um conjunto de prescrições que precisam ser seguidas, como uma lei em seu sentido jurídico. Ela se refere, portanto, ao conjunto de regras arbitrariamente prescritas no sentido de normatizar a língua.
A norma-padrão também recebe diversas outras denominações, muitas vezes imprecisas, preconceituosas e/ou equivocadas, como norma culta, língua culta, língua padrão, norma padrão (sem hífen), dentre tantas outras. O problema com o termo norma culta, por exemplo, é que implica na ausência de cultura em todas as outras normas faladas e/ou escritas. Já o termo língua padrão é tecnicamente impreciso, pois ele não corresponde de fato a uma língua ou variedade linguística existente no mundo real.

## Propósito da língua
A língua utilizada pelo ser humano não transmite apenas suas ideias, como também um conjunto de informações sobre si mesmos. Certas palavras e construções denunciam a situação social, ou seja, a região de nascimento de um determinado país, o nível social e escolar, a formação e, às vezes, os valores, círculo de amizades e passatempos, como skate, rock, surfe etc. O uso da língua também pode informar nossa timidez, sobre nossa capacidade de nos adaptarmos a situações novas, nossa insegurança, etc.

## Correção gramatical
O emprego da norma-padrão requer, necessariamente, uma constante atividade de correção idiomática, isto é, de rejeitar determinadas construções gramaticais em virtude de outras consideradas corretas, atividade que por muito tempo foi a base e o foco central dos estudos linguísticos. Contudo, à medida que a linguística desmitificou muitos postulados que esteavam a gramática tradicional, essa atividade começou a ser mal vista e constantemente atacada por linguistas.
Alguns estudiosos, porém, confrontando essa atitude anticorretista, procuraram fundamentar a correção gramatical a partir de novos critérios modernos e objetivos. Segundo Celso Cunha, o precursor desse movimento foi o linguista sueco Adolf Noreen, que, rejeitando os critérios histórico-literário (empregado pela gramática tradicional que, segundo ele, "estriba-se essencialmente em conformar-se com o uso encontrado nos escritores de uma época pretérita") e histórico-natural (empregado pelos linguistas hostis à correção gramatical), propôs pensar a correção gramatical a partir de um critério, segundo ele, racional, onde "o melhor é o que pode ser apreendido mais exata e rapidamente pela audiência presente e pode ser produzido mais facilmente por aquele que fala".
Os debates acerca da correção gramatical ainda são frequentes entre linguística, mas, em geral, todos eles concordam com a importância da correção gramatical para a educação e bem-estar social de uma comunidade.

## Lista da normas-padrão
| Língua       | Registro padrão | Regulador | Dialetos não padrão |
| ------------ | --- | --- | --- |
| Africâner    | Africâner padrão | Die Taalkommissie | Dialetos africâneres |
| Alemão       | Alemão padrão pluricêntrico (Alemão padrão austríaco, suíço, da Alemanha) | Rat für deutsche Rechtschreibung | Dialetos Alemães |
| Árabe        | Moderno árabe pluricêntrico padrão | O Corão; diversas academias da língua árabe | Variedades do árabe falado |
| Basco        | Basco padrão | Euskaltzaindia | Dialetos basco |
| Catalão      | Catalão padrão, Catalão valenciano | Institut d'Estudis Catalans, Acadèmia Valenciana de la Llengua | Dialetos catalães |
| Chinês       | Chinês Padrão | Comitê Nacional Regulador da Língua – Rep. Popular da China), Comitês Nacionais das Línguas da República da China (Formosa), Conselho da Campanha do Mandarim Falado de Singapura | Variedade do Chinês de Guam (Mandarim), Dialeto de Pequim, Mandarim de Taiwan, Mandarim de Singapura, Mandarim da Malásia, Mandarim das Filipinas |
| Coreano      | Coreano Padrão Pluricêntrico (da Coreia do Sul, da Coreia do Norte) | Instituto Nacional da Língua Coreana, Instituto de Pesquisas de Ciência Social e Língua Língua                                                                                    | Dialetos Coreanos |
| Dinamarquês  | Rigsdansk | Dansk Sprognævn | Dialetos Dinamarqueses |
| Espanhol     | Castelhano Padrão Pluricêntrico (Língua Castelhana nas Américas, Espanhol das Ilhas Canárias, \|Castelhano da Europa | Real Academia Española, Asociación de Academias de la Lengua | Dialetos Castelhanos e variedades |
| Francês      | Língua Francesa Pluricêntrica Padrão (Africana, Belga, Suíça, Cambojana, Canadense, Laociana, da França, Suíça, Vietnamita (a maioria são dialetos do Francês Padrão, exceto as formas Belga, Canadense e Suíça, todas com base no Francês Padrão | Académie française, Office québécois de la langue française, Council for the Development of French in Louisiana                                                                   | Variantes do Francês |
| Grego        | Grego Padrão Moderno | Apresentação Oficial por Constantine Karamanlis em 1976 | Variedades do Grego Moderno |
| Galego       | Normais oficiais do galego | RAG | Falas galegas |
| Hebraico     | Pronúnica israelense. | Academia da língua hebraica | hebraico padrão (israelita padrão, hebraico europeizado), hebraico oriental (hebraico arabizado e hebraico iemenita)                              |
| Hindi        | Língua Pluricêntricas de influência Urdu e Hindi; Hindi-Hisdustani e Urdu-Hisdustani Padrão Hindustani]]) | Central Hindi Directorate, National Líanguage Authority of Pakistan | Cinturão linguístico Hindi |
| Irlandês     | An Caighdeán Oifigiúil | Foras na Gaeilge | Irlandês Connacht, Irlandês Munster e Irlandês Ulster                                                                                             |
| Italiano     | Italiano Padrão | Accademia della Crusca | Italiano Regional |
| Macedônio    | Macedônia Padrão | Instituto para a língua Macedônia "Krste Misirkov" | Dialetos Macedônos |
| Malaio       | Malaio Padrão Pluricêntrico (língua da Malásia, Brunei e Singapura; língua regional da Indonésia) Malásia, Brunei and Singapore; as a regional língua in Indonesia), língua da Maláiasia e da Indonésia (Bahasa Indonesia yang Baik dan Benar)    | Dewan Bahasa dan Pustaka (para Malásia e Brunei), Badan Pengembangan dan Pembinaan Bahasa (para Indonésia), Majlis Bahasa Brunei–Indonesia–Malaiasia                              | Línguas Malaias |
| Neerlandês   | Neerlandês Padrão | Nederlandse Taalunie | Dialetos Neerlandeses |
| Norueguês    | Nynorsk, Bokmål | Conselho da Língua Norueguesa - Språkrådet | Dialetos Noruegueses |
| Persa        | Persa Padrão Pluricêntrico (Ocidental) - Dialeto de Teerã (Farsi), Dialeto Dari (do Afeganistão), Dialeto Tajik padrão Tajik) | Academia Persa da Língua e Literatura | Dialetos persas |
| Polonês      | Polonês padrão | Conselho da Língua Polonesa | Dialetos poloneses |
| Português    | Português padrão pluricêntrico (brasileiro e europeu) | Academia das Ciências de Lisboa, Classe de Letras, Academia Brasileira de Letras                                                                                                  | Dialetos portugueses |
| Servo-croata | Servo-croata padrão pluricêntrico (padrões bósnio, croata, montenegrino, sérvio) | Universidade de Sarajevo, Universidade de Zagreb, Universidade de Montenegro (Podgórica), Universidade de Belgrado; Matica hrvatska & Matica srpska                               | Dialeto eslavo torlakiano – sévio Sul, dialetos cakaviani – Croata oeste (Kajkavian & Chakavian)                                                  |
| Somali       | Somali padrão | Academia Regional Língua Somali | Línguas somali |
| Suaíle       | Suaíle padrão – baseado no dialeto Kiunguja o (Zanzibar) | Inter-Territorial Língua Committee | Dialeto Mombasa e outros |
| Sueco        | Sueco padrão | Conselho da língua sueca, Svenska språkbyrån | Dialetos suecos |

## Norma-padrão na escola
O ensino da norma-padrão na escola não tem a finalidade de condenar ou eliminar a língua que falamos em nossa família ou em nossa comunidade. Ao contrário, o domínio da norma-padrão, somado ao domínio de outras variedades linguísticas, torna-nos mais preparados para nos comunicarmos. Saber usar bem uma língua equivale a saber empregá-la de modo adequado às mais diferentes situações sociais de que participamos.

## Graus de formalismo
As variações entre os níveis formal e informal da língua são chamadas de registros, que dependem do grau de formalismo existente na situação de comunicação; do modo de expressão, isto é, se trata de um registro formal ou escrito; da sintonia entre interlocutores, que envolve aspectos como graus de cortesia, deferência, tecnicidade (domínio de um vocabulário específico de algum campo científico, por exemplo).
O registro coloquial caracteriza-se por não ter planejamento prévio, construções gramaticais mais livres, repetições frequentes, frases curtas e conectores simples. O registro informal, pelo uso de ortografia simplificada, de construções simples. Este último é geralmente usado entre membros de uma mesma família ou entre amigos.